# 賴瑟克山
46°56′49″N 13°21′52″E / 46.94694°N 13.36444°E

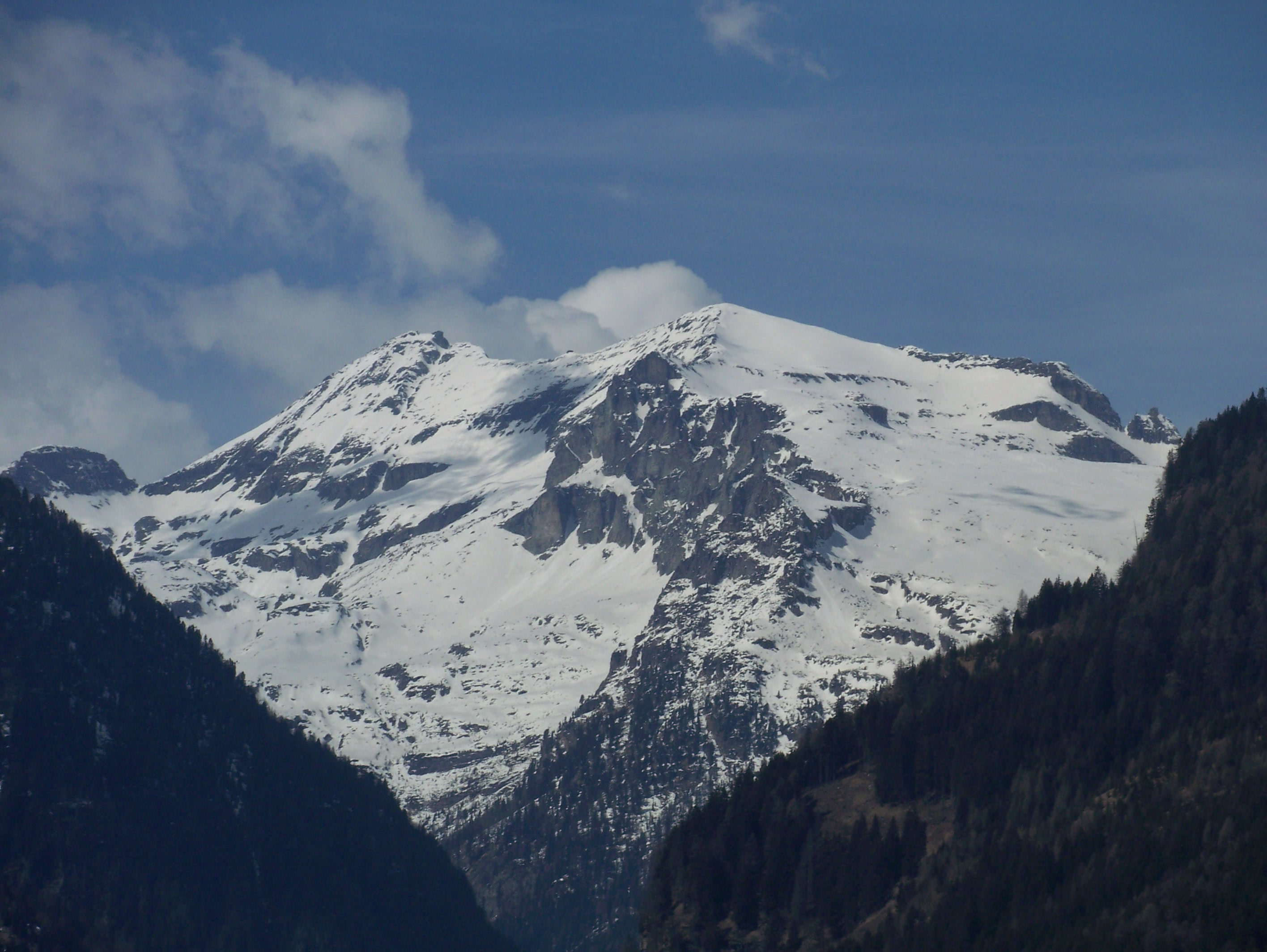

賴瑟克山（德語：Reißeck），是奧地利的山峰，位於該國南部，由克恩頓州負責管轄，屬於賴瑟克山脈的一部分，距離索伊萊克山7.8公里，海拔高度2,965米。